# Fonds indépendant de production
Pour les articles homonymes, voir FIP.
Le Fonds indépendant de production (Fip) est une fondation qui soutient la production de webséries de fiction canadiennes destinées aux médias numériques et fournit des services de développement professionnel et de formation aux producteurs et créateurs de contenus numériques, en français et en anglais. 
Le terme « web-série » est écrit de façons différentes au Canada, soit « websérie » selon le Fonds des médias du Canada ou  « série Web », tel que recommandé par l'Office québécois de la langue française.

## Historique
En 1990, à la suite d’une décision du Conseil de la radiodiffusion et des télécommunications canadiennes (CRTC), Maclean Hunter, une ancienne entreprise de communications, a créé le Fonds de télévision Maclean Hunter et l’a doté d’un capital de 29,2 $ millions, assujetti à des restrictions à perpétuité. Le Fonds est une société fédérale sans capital-actions à laquelle on a accordé le statut d’entreprise philanthropique. Son mandat était de financer les séries de fiction télévisuelles destinées aux télédiffuseurs privés et de soutenir la formation des membres de l’industrie à même les produits financiers annuels, soit les  intérêts générés par le capital et la récupération des investissements.
Le mandat du Fonds a été étendu pour inclure la gestion d’autres fonds d’aide pour l’industrie du film, de la télévision et des médias numériques : le Fonds Cogeco de développement d’émissions en 1993, le Fonds Bell (lié à l'entreprise de télécommunications Bell Canada) en 1997 et d’autres fonds avec des mandats à plus court-terme.
En 1994, Rogers Communications a fait l’acquisition de Maclean Hunter et le Fonds est devenu le Fonds indépendant de production. 
En 1999, le Fonds a été certifié par le CRTC comme fonds indépendant de production (FPIC) admissible à recevoir les contributions des entreprises de distribution de radiodiffusion (EDR). En 2017, Cogeco Communications dirige ses contributions des entreprises de distribution de radiodiffusion (EDR) pour créer le Programme Cogeco de production télévisuelle.
De 1991 à 2010, le Fonds a investi plus de 47 millions pour la production de 251 séries de fiction canadiennes pour la télévision. En 2010, le mandat du Fonds a été recentré pour soutenir la production de séries de fiction (webséries) pour les plateformes numériques,. Le Fonds accorde environ 2 M$ annuellement à même les intérêts générés par le capital et la récupération de ses investissements. Entre 2010 et 2017, le Fip a investi 12,8 M$ dans 114 séries de fiction pour le web.
En 2015, le Fonds s'est joint à quatre autres organismes de financement des médias numériques (Fonds des médias du Canada, Fonds Québecor, Fonds Bell et Fonds Shaw-Rocket), afin de développer un cadre de travail commun visant à faciliter la coproduction internationale.

## Direction
Au 23 mai 2018, les membres de la direction du Fonds étaient :
- PDG : Andra Sheffer (depuis 1991)
- Directrice associée : Claire Dion (depuis 1991)

## Conseil d'administration
Un conseil d’administration formé de 5 membres représentant différents secteurs de l’industrie gère le Fonds. Au 23 mai 2018, ces administrateurs étaient :
- Président : Jon Taylor (depuis 2018)
- Vice-présidente : Véronique Marino
- Administrateur et président sortant : Charles Ohayon
- Administrateur : Dave Brown
- Administrateur : Steven Ord

## Récipiendaires du Fonds
À ce jour (mai 2018), le Fonds a financé 251 séries télévisuelles, 422 activités de développement professionnel et 114 webséries originales, ce qui représente près de 65 M$.

### Sélection de webséries dont la production a été financée par le Fonds, de 2010 à 2020
- Sylvain le Magnifique
- L'Arène
- Hypno
- Game(r)
- Le temps des chenilles (2016)
- Switch & Bitch
- Marc-en-peluche
- Mouvement de luxe
- L'écrivain public
- Entendu dans les bars
- L'étrange province
- Avec pas de parents
- Les guerriers
- Manigances
- Projet M
- Camille raconte
- Agent secret
- Dakodak
- Juliette en direct
- Le Killing
- Top Dogs: Homicides